# Joel Prpic
Joel Prpic (Greater Sudbury, Ontario, 25. rujna 1974.) kanadski je bivši profesionalni hokejaš na ledu hrvatskog podrijetla. Igrao je na poziciji centra.

## Karijera
Amaterski dio karijere odradio je studirajući i igrajući hokej za američku sveučilišnu momčad - St. Lawrence. U četiri godine igranja Prpic je u 129 utakmica upisao 22 golova i 33 asistencije. Na draftu 1993. godine izabrali su ga Boston Bruinsi. U NHL-u je za Bruinse odigrao 15 utakmica, a za Colorado Avalanche samo tri utakmice. Igrao je još za Providence Bruinse, Hershey Bearse i Cleveland Baronse koji nastupaju u AHL-u (American Hockey League), drugoj po snazi ligi na američkom kontinentu. U sezoni 2000./01. u dresu Bruinsa odigrao je statistički najbolju sezonu u karijeri. Tijekom 80 utakmica postigao je 10 golova i 38 asistencija. Jednu sezonu (2002./03.) igrao je u azijskom AL-u za Seibu Prince Rabbitse. Danas je član hrvatskog KHL Medveščak. U dresu Medveščaka u sezoni 2009./10. odigrao je 65 utakmica, postigao 15 golova i ostvario 32 asistencije, ali je zaradio i 189 minute kazne. 20. travnja 2010. produžio je vjernost klubu još na dvije godine (1+1).
28. travnja 2012. Joel Prpic rekao je zbogom profesionalnom hokeju. Miljenik Ledene dvorane odlučio je kako je 2011/2012 bila njegova posljednja sezona te kako se vraća u Kanadu. Dres Medveščaka Joel će zamijeniti odijelom vatrogasca.

## Statistika karijere
Bilješka: OU = odigrane utakmice, G = gol, A = asistencija, Bod = bodovi, +/- = plus/minus, KM = kaznene minute, GV = gol s igračem više, GM = gol s igračem manje, GO = gol odluke
| 2009./10. | KHL Medveščak | EBEL | 27 | 5 | 13 | 18 | -5 | 60 | 3 | 0 | 0 |  |  |  |  |  |  |  |  |  |

## Vanjske poveznice
- Profil na The Internet Hockey Database
- Profil na NHL.com